# 데이비드 우튼

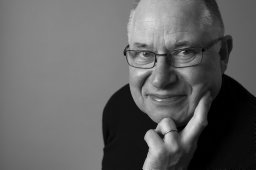

데이비드 리처드 존 우튼 (David Richard John Wootton, 1952년 1월 15일 ~ )은 영국의 역사가다. 그는 요크 대학교의 역사학 교수다. 그는 British Academy(2008)에서 Raleigh 강의; 옥스포드 대학의 칼라일 강의(2014); 보스턴 대학의 베네딕트 강의(2014); 및 옥스포드 대학에서 베스터만 강의(2017)를 했다.